# 산 마르티노 교회 (시에나)

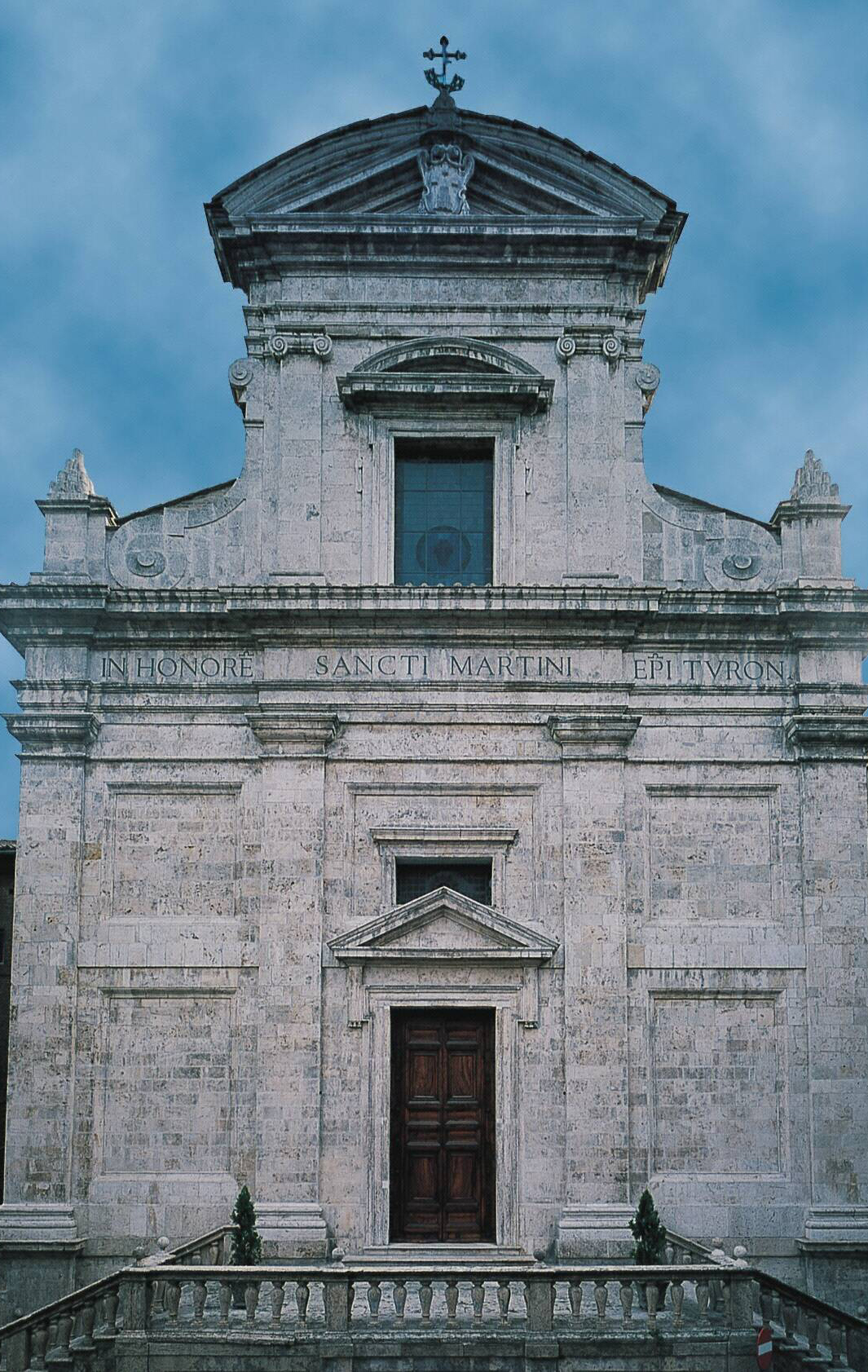
산 마르티노 교회

산 마르티노 교회(이탈리아어: Chiesa di San Martino)는 이탈리아 토스카나주 시에나에 있는 교회이다.